# Дільник нуля
В абстрактній алгебрі, ненульовий елемент a кільця називається лівим дільником нуля, якщо існує ненульовий елемент b такий, що ab = 0.
Правий дільник нуля визначається аналогічно: ненульовий елемент a кільця є правим дільником нуля, якщо існує ненульовий елемент b такий, що ba = 0.
Елемент, що є правим та лівим дільником нуля одночасно, називається дільником нуля. Якщо множення в кільці є комутативним, тоді праві та ліві дільники збігаються.
Приклад: в кільці {\displaystyle \mathbb {Z} _{6}} елементи 2, 3, 4 — дільники нуля.
Комутативне кільце {\displaystyle \ 1\neq 0} без дільників нуля називається цілісним кільцем.